# Leucania jaliscana
Leucania jaliscana är en fjärilsart som beskrevs av William Schaus 1898. Leucania jaliscana ingår i släktet Leucania och familjen nattflyn. Inga underarter finns listade i Catalogue of Life.